# Witte Kerk (Heiloo)

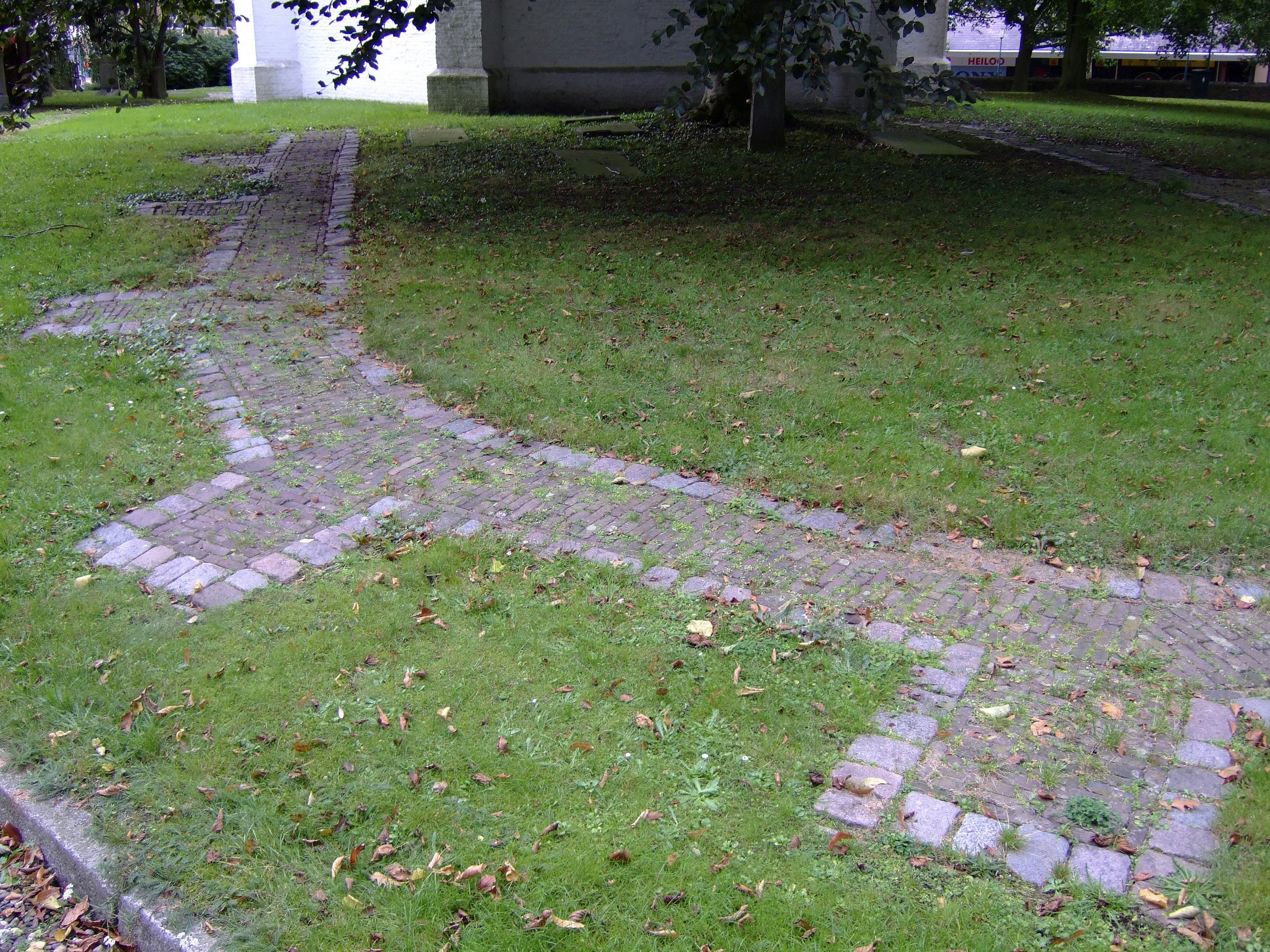
Contouren van de middeleeuwse kerk

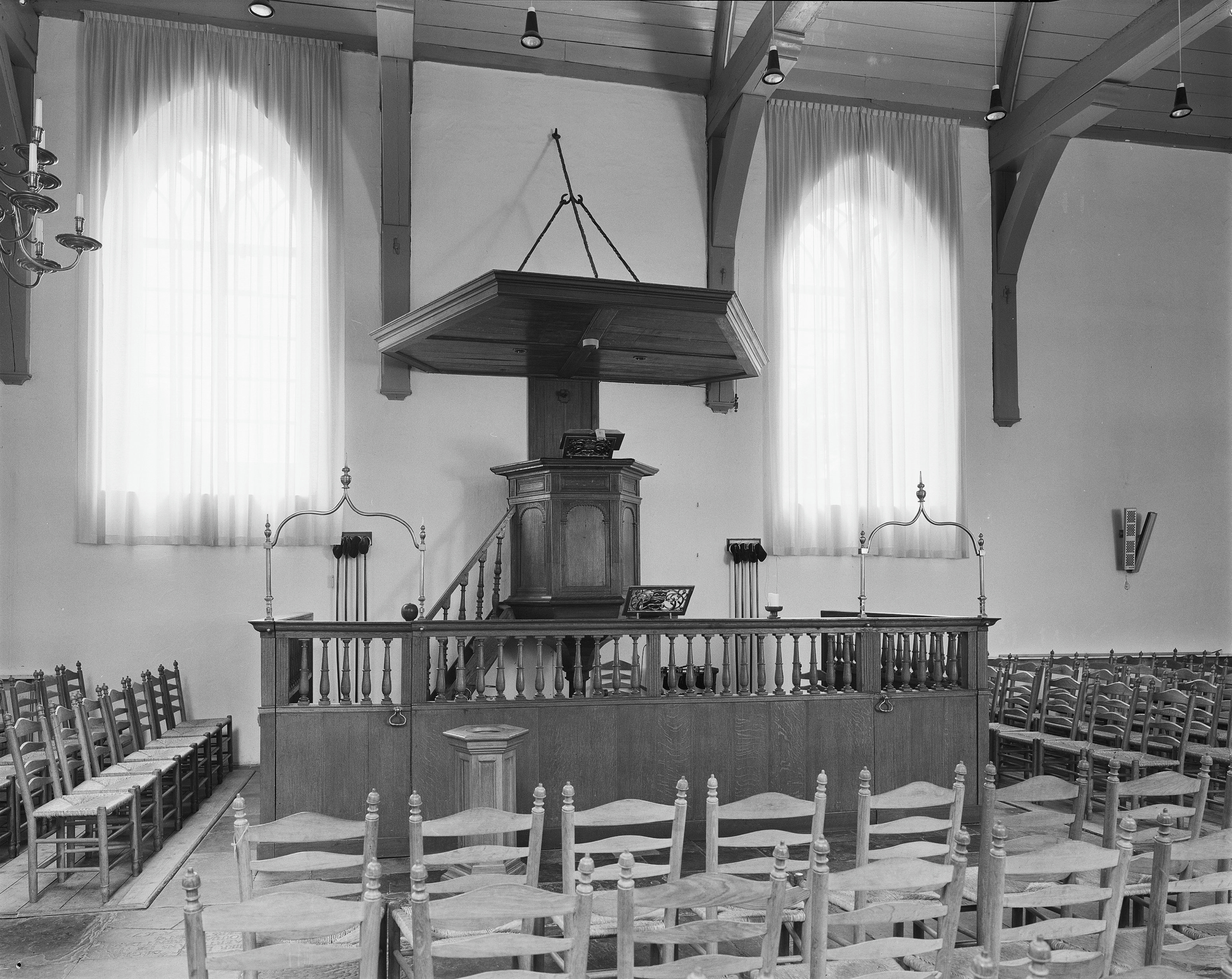
Preekstoel met dooptuin en twee doopbogen

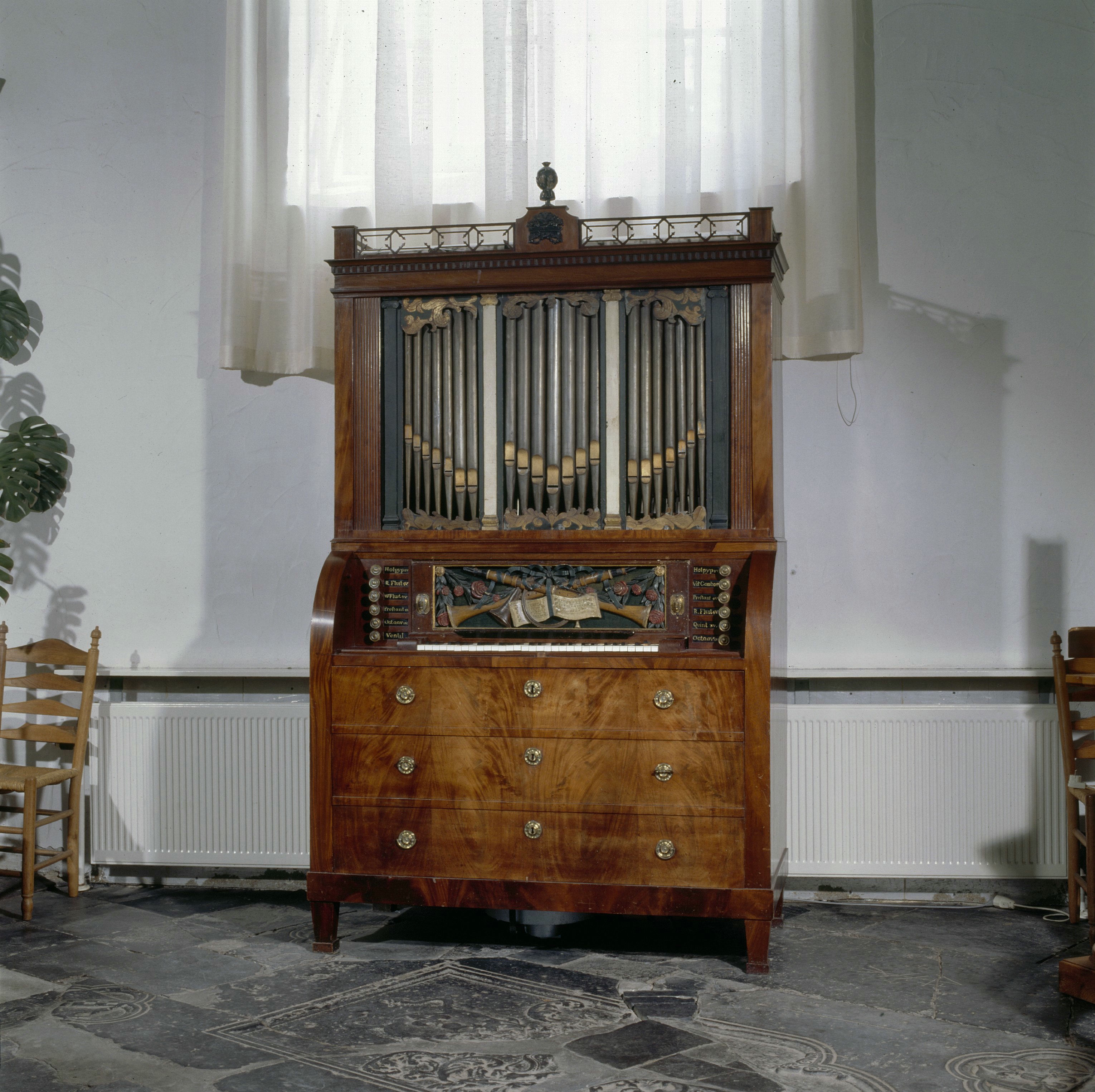
Het kabinetorgel

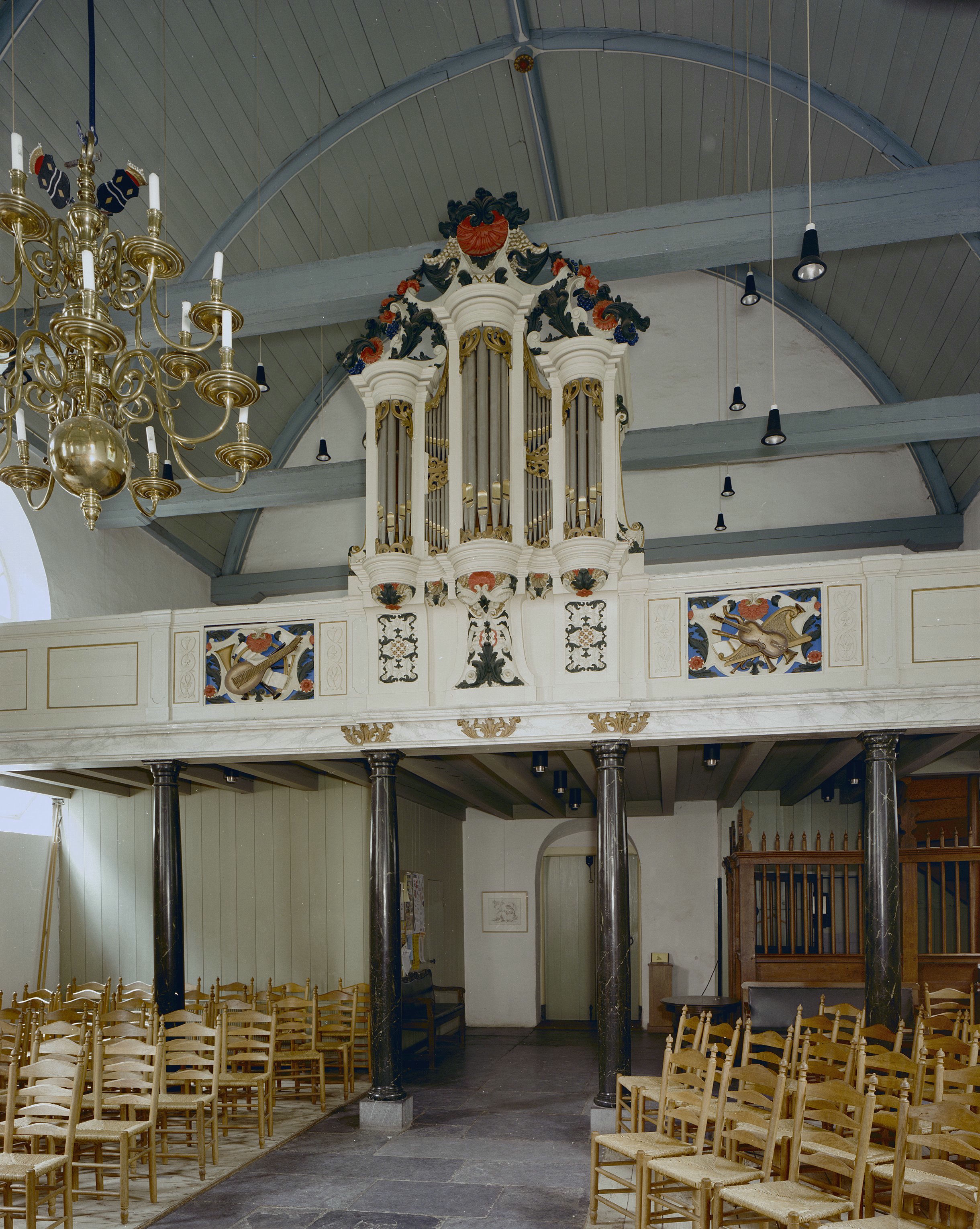
Het grote orgel in de kerk

De Witte Kerk is een wit gepleisterde kerk aan de Heerenweg in de Noord-Hollandse plaats Heiloo. Sinds 2001 wordt de kerk niet meer als zodanig gebruikt, in dat jaar kwam de Ter Coulsterkerk gereed en die nam de hoofdtaak als PKN-kerk over. Bijzondere vieringen worden nog wel in de Witte Kerk gehouden. Het gebouw wordt verder gebruikt als cultureel centrum en is in de zomermaanden op de woensdagen open voor het publiek. Het gebouw van tufsteen is een rijksmonument en kent een bouwgeschiedenis die loopt van de elfde- tot de zeventiende eeuw.
De kerk is tussen 1822 en 1829 wit geschilderd om de eerdere herstelwerkzaamheden te verhullen. Pas sinds de Tweede Wereldoorlog wordt gesproken over het Witte Kerkje en later van de Witte Kerk.
In de kerkhofmuur bevindt zich een Willibrordusput.

## Geschiedenis
Mogelijk stond rond het jaar 700 al een kerkgebouw op de plek waar nu de Witte Kerk staat. Archeologisch onderzoek heeft uitgewezen dat er in ieder geval voor 900 een kerk stond. Het schip had een lengte van 21 meter en een breedte van 10 meter. Het koor mat 9 bij 7 meter. In de 15e eeuw kwam hier een uitbreiding bij van 16 meter lang. In 1568 viel de kerk ten prooi aan een brand.
De kerk werd hersteld, maar in augustus 1573 werd deze katholieke kerk tijdens het beleg van Alkmaar door de protestanten van Diederik Sonoy vernietigd, alleen de toren en het voorste deel van de kerk zijn overgebleven. De kerk werd na deze verwoesting deels hersteld.
De kerk is lange tijd de moederkerk geweest voor katholieke kerken in de omgeving van Heiloo. De kerk was zo belangrijk dat gelovigen belasting moesten betalen in de vorm van tienden, een tiende deel van de opbrengst van hun oogst. Deze belasting kwam dan ten goede aan het onderhoud van de kerk.
In 1630 viel de katholieke kerk in gereformeerde, dus protestantse handen. De kerk kreeg hiermee een centrale rol voor de gehele protestantse dorpsgemeenschap. In 1650 werd de romaanse toren uitgebreid met het hogere dak. Het geruïneerde gotische koor werd pas in 1764 gesloopt, in de 20e eeuw zijn de contouren van de gotische kruiskerk in bestrating weergegeven.
Tussen 1822 en 1829 werd de kerk gerestaureerd en wit geschilderd. De kerkhofmuur werd toen vervangen door een lindenhaag, welke op drie linden na tijdens de Tweede Wereldoorlog als brandhout zou dienen voor de bewoners van Heiloo. Tussen 1945 en 1950 werd er weer een muur geplaatst.
In 1863 werd de zuidmuur afgebroken en in rode waalsteen opnieuw opgebouwd, tegelijkertijd werden de houten romaanse vensters vervangen door neogotische. De kerktoren werd gerestaureerd want die was door blikseminslag verwoest.
Tussen 1964 en 1966 werd de kerk voor het laatst gerestaureerd onder leiding van architect H.F. Rapange. Onder andere het dak, de raamkozijnen en de muren werden vervangen dan wel geschilderd. In de noordermuur kwam een nooduitgang, alle andere deuren werden gesloten. Alleen de deur onder de toren bleef in gebruik. De luidklok en het uurwerk wisselden van plaats. In de kerk werd de galerij samen met het orgel op haar huidige plek aan de westgevel geplaatst.
Sinds 2001 is de kerk niet meer als zodanig in gebruik. Wel wordt de kerk nog gebruikt voor het voltrekken van kerkelijke huwelijken en bijzondere diensten. In de kerk worden sinds de jaren 1970 orgelconcerten gegeven.

## Rijksmonumenten
De kerk en -toren zijn sinds 15 november 1967 beschermd als rijksmonumenten. De toren is als apart rijksmonument opgenomen in het register. Het interieur van de kerk plus bijbehorende elementen vallen onder de bescherming van de kerk. De toren, luidklokken en klokkenstoel vallen onder de bescherming bij de kerktoren.

### Interieur
In het interieur zijn de volgende 17e-eeuwse elementen beschermd als rijksmonument:
- een preekstoel
- een doophek
- twee lezenaars
- twee koperen doopbogen
- een koperen doopbekkenhouder

Tussen het portaal en de kerk is in de 18e eeuw een gesneden bekroning met het wapen van Heiloo geplaatst. Dit is evenals een sarcofaagdeksel van rode zandsteen en een grafzerk van een predikant uit 1636 beschermd.

### Orgels
De Witte Kerk heeft twee orgels. Het zogenoemde grote orgel is in 1966 door Flentrop Orgelbouw samengesteld uit een front met pijpen uit een orgel uit 1740. Het originele orgel kwam uit een rooms-katholieke schuilkerk in Alkmaar.
Naast het grote orgel staat er in de kerk ook een kabinetorgel uit 1810. Dit orgel is in 1987 gerestaureerd en datzelfde jaar ook door Flentrop Orgelbouw in de kerk geplaatst. Het kabinetorgel valt onder de bescherming van het rijksmonument.

### Toren
De toren is in de kern 12e-eeuws, de bovengeleding is van latere datum. In 1615 is in de toren een klokkenstoel met luidklok van Johannes Breutelt geplaatst. De klok heeft een diameter van 130 cm en een massa van 1.370 kilogram. De klok is in de Tweede Wereldoorlog door de Duitsers geconfisqueerd en werd per boot over het IJsselmeer naar Duitsland vervoerd. De kapitein claimt dat hij het schip met opzet heeft laten zinken. Na de oorlog zijn alle klokken die op het schip waren opgevist en gerestaureerd. Het mechanisch uurwerk is van de hand van Eijsbouts en is in 1925 geplaatst. Alleen de synchroonmotor is niet beschermd.